# Tarhuna wa-Masalata
Tarhuna wa-Masalata (arab. ترهونة ومسلّاتة, Tarhūnah wa-Masallātah) – gmina w Libii ze stolicą w Tarhunie. 
Liczba mieszkańców – 230 tys.
Kod gminy – LY-TM (ISO 3166-2).
Tarhuna wa-Masalata graniczy z gminami:
- Tadżura wa-an-Nawahi al-Arba – północ
- Al-Marakib – północny wschód
- Misrata – wschód
- Bani Walid – południe
- Mizda – południowy zachód
- Gharjan – południowy zachód
- Al-Dżifara – zachód
- Trypolis – północny zachód